# 中央广播电视总台元宵晚会
中央广播电视总台元宵晚会，原称中国中央电视台元宵晚会，簡稱央视元宵晚会，是中央广播电视总台于每年元宵节晚间举办的电视综合晚会。
中国中央电视台自1988年起即举办元宵晚会，而自2001年起，中央電視台元宵晚會與“我最喜愛的春節聯歡晚會節目評選頒獎晚會”合併舉辦后，當年的春晚劇組開始同時承擔元宵晚會的籌備工作，並在每年大年十三前後完成錄製。由於跟春晚共享同一製作班底，元宵晚會也被稱為中央广播电视总台春节联欢晚会的“姊妹晚會”。按照歷年慣例，由於超時等各種原因未能在當年春晚登場的部分節目，會在其後的元宵晚會中亮相。
2020年元宵晚会改为元宵节特别节目，内容则以抗击新型冠状病毒疫情为主题。